# پی‌سی‌ال
پی‌سی‌ال (انگلیسی: PCL) شرکت ساخت‌وساز کانادایی است، که در سال ۱۹۰۶ تأسیس شد.